# Gerhard Zahner
Gerhard „Gerd“ Zahner (* 1957 in Singen) ist ein deutscher Rechtsanwalt, Autor und Theaterkritiker. Seine für den Friedrich-Glauser-Preis nominierte Novelle Goster wurde vom Hessischen Rundfunk unter demselben Titel verfilmt und 2018 für den 54. Grimme-Preis nominiert. Er ist Mitglied im PEN Zentrum Deutschland und Gründungsmitglied des Vereins Gesellschaft für Denk- und Theaterkultur e.V., dessen gemeinnütziger Zweck die Förderung von Kunst und Kultur ist, der insbesondere durch die Durchführung von Theaterprojekten und sonstigen Literaturprojekten in Deutschland verwirklicht wird.

## Leben
Gerhard Zahner wuchs in der Harsenstraße der „Arbeiterstadt“ Singen auf und machte dort Abitur. Sein Vater war Angestellter, seine Mutter blieb Zuhause und kümmert sich um die Kinder. Nach seinem Studium der Rechtswissenschaft an der Albert-Ludwigs-Universität in Freiburg im Breisgau absolvierte er sein Referendariat in Berlin. Er ist seit 1989 als Anwalt, insbesondere als Strafverteidiger und im Familienrecht tätig. Er ist verheiratet und lebt in Singen.

## Schaffen

### Bücher
- Sardinien-Reise-Handbuch. Unterwegsverlag, Rielasingen 1985, ISBN 978-3-924334-04-8.
- Stücke 1 und 2: Orte: Gütterli / Gotter. Der gefallene Phönix. Regenbogen Verlag, Konstanz 2008, ISBN 978-3-85862-681-3.
- Die Tür zur Schwelle. Badawi, Konstanz 2011, ISBN 978-3-938828-98-4.
- Schuld ist etwas für Anfänger: Goster 2. tredition, Hamburg 2017, ISBN 978-3-7439-1769-9.
- Goster : Roman. Transit Buchverlag GmbH, Berlin 2018, ISBN 978-3-88747-365-5.
- Keiner verliert allein. Ein GOSTER Krimi. Transit Buchverlag GmbH, Berlin 2019, ISBN 978-3-88747-371-6.
- Die Maske des Netzes. Ein GOSTER Krimi. Transit Buchverlag GmbH, Berlin 2021, ISBN 978-3-88747-385-3.
- Du Port Bou 2. Artes Afro Arabica, Konstanz 2021, ISBN 978-3-938828-92-2.
- Odysseus unterm Tisch. Ein Goster Krimi. Transit Buchverlag GmbH, Berlin 2022, ISBN 978-3-88747-396-9.

### Buchbeitrag
- Nix geht in die Stadt. In: Paragrafen Pantomimen Partisanen. Festschrift für Christoph Nix. Nomos, Baden-Baden 2019, ISBN 978-3-8487-6158-6.

### Theater
- ‘‘Ich bin James Joyce, mein Name ist George…‘‘ wurde 2007 im Rahmen der Baden-Württembergische Theatertage im Konstanzer Stadttheater aufgeführt.[18]
- Orte: Gütterli ist ein Stück über die Qualen der Zwangsarbeiter in der NS-Zeit beruhend auf einer Vorlage des Buches Schatten am Hohentwiel von Wilhelm J. Waibel, Singen 2008[19]
- Flüsterstadt verhalf der Stadt Radolfzell sich neu zu erinnern und wurde im April 2010 uraufgeführt.[20]
- Garni ist eine wahre Geschichte über den Exorzismus an der Grenze zum 21. Jahrhundert, die 2011 in Singen aufgeführt wurde.[21]
- Boger – am 24., ist eine Szenische Lesung über Wilhelm Boger. Die Uraufführung fand am 24. Dezember 2011 in der St.-Michaels-Kapelle auf dem Alten Friedhof in Singen statt.[22]
- Grenzüberschreitungen wurde 2012 in der Zimmerbühne in der Niederburg uraufgeführt.[23] Das Stück erzählt vier kurze Geschichten von Grenzerfahrungen zwischen der neutralen Schweiz und dem kriegstreibenden Deutschland im Zweiten Weltkrieg.[24]
- In den Wiesen der Aach ist ein Stück aus dem Jahre 2013 über die Verhaftung der RAF-Terroristen Verena Becker und Günter Sonnenberg am 3. Mai 1977 in Singen[25]
- Abgefahren. Romer. erinnert an die Geschichte von Kapitän Romer, der als erster Mensch mit einem Faltboot den Atlantik überquerte. Die Uraufführung fand 2016 in der Zimmerbühne in Konstanz statt.[26] Trailer
- Die Liste der Unerwünschten behandelt die SS-Vergangenheit des Romanisten Hans Robert Jauß sowie das Thema ‘‘Schule als Waffe. Das Stück wurde unter Regie von Didi Danquart am 19. November 2014 im Audimax der Universität Konstanz uraufgeführt.[27] Weitere Vorstellungen fanden in gleicher Besetzung mit Luc Feit am Théâtre National du Luxembourg statt.[28]
- Der Alte Weg, Uraufführung am 23. Juli 2017 am Alten Postweg oberhalb von Watterdingen[29]
- Duft der Steine ist eine Geschichte über Alice Fleischl, deren Familie Verleger von Fontane war. Die Uraufführung war 2017 in Radolfzell unter Regie von Waltraut Rasch zu sehen.[30]
- ‘‘John forget me‘‘ wurde 2017 in verschiedenen Gaststätten in Singen, Rottweil und Radolfzell gespielt. Das Stück erzählt mit musikalischer Untermalung die tragische Geschichte des Sängers John Fogerty. Regie führte Susanne Breyer.[31]
- Aby Warburg. Gespräche mit einem Nachtfalter, Premiere am 21. März 2018 im Kulturzentrum Kult-X in Kreuzlingen, Schweiz unter Regie von Oliver Vorwerk[32] behandelt den Aufenthalt des Kulturwissenschaftlers Aby Warburg im Sanatorium Bellevue in Kreuzlingen.
- Die Reis‘ Theaterstück unter Förderung des Landes Baden-Württemberg[33] über die Jenischen unter Regie von Mark Zurmühle.[34][35]
- 10 Plus. Kette und Schuss. – Uraufführung 2019, Monolog über den Profifußballer  Dieter „Kuli“ Koulmann, seinen schnellen Erfolg und sein rasantes Karriereende. Gefördert durch die Stadt Konstanz.[36]
- Max Maddalena 36 – Uraufführung 2021, Theaterstück über die Geschichte der Harsenstraße in Singen (Hohentwiel), die früher einmal nach Max Maddalena benannt war.[37]
- Verlorene Bilder – Uraufführung 2022, Theaterstück über die Bilder des Singener Maler Curth Georg Becker unter der Regie von Mark Zurmühle[38]
- Mosers Schweigen – Uraufführung im stratozero Theater die Färbe in Singen 2023, Theaterstück gemeinsam mit Dr. Johannes Stürner, gespielt von Ralf Beckord, Elmar Kühling und Fionn Stacey unter der Regie von Klaus Hemmerle.[39] Das Stück erzählt die fesselnde Geschichte, die sich im 18. Jahrhundert auf dem Hohentwiel abspielt. Herzog Carl Eugen von Württemberg hat einen missliebigen Dissidenten namens Johann Jakob Moser ohne Gerichtsverfahren in der militärisch bedeutungslos gewordenen Festung gefangen genommen. Moser verbringt Jahre in Schweigehaft, und das Stück erkundet die Geheimnisse, die hinter seinem Schweigen stecken.[40][41] Weitere Aufführungen fanden im Juni 2024 im Forum Theater Stuttgart im Rahmen des Festivals „mittendrin 2024 – Baden-Württemberger Theater zu Gast“ sowie am 24. Juli 2024 auf der Festung Hohentwiel, dem historischen Originalschauplatz statt.[42][43][44][45]
- Firnis – Uraufführung 2023 im Rationaltheater in München. Das Theaterstück gemeinsam mit Tim Dziarnowski geschrieben, ist benannt nach dem dickflüssigen Schutzaufstrich, der ein Gemälde vor seinem Verfall schützt. Gespielt von Lena Halve, Alexander Felder und Adrian Moszkowicz unter der Regie von Jurij Diez.[46] Das Stück behandelt Themen wie Unsterblichkeit, Tod, Schönheit und das Leben.[47] Es stellt die Frage, ob künstliche Intelligenz ein unendliches Leben ermöglichen könnte und was mit uns passiert, wenn wir über den Tod hinaus anwesend sind. Es hinterfragt, ob wir das überhaupt aushalten könnten und ob wir für unsere Sterblichkeit kämpfen sollten.[48]
- Sigmaringen Triptychon – ein Stück über die Vichy-Zeit in Sigmaringen, das Zahner zusammen mit Dr. Johannes Stürner verfasst hat.[49]  Es behandelt in drei Teilen (daher „Triptychon“) die historischen Ereignisse vom September 1944, als das Vichy-Regime unter Marschall Pétain im Schloss Sigmaringen einmarschierte.[50] Damit thematisiert dieses Werk ein bisher kaum aufgearbeitetes Kapitel der Stadtgeschichte Sigmaringens.[51] Die ausverkaufte[52] Uraufführung fand am 8. September 2024 auf ausdrücklichen Wunsch von Fürst Karl Friedrich von Hohenzollern[53] in der Portugiesischen Galerie des Schlosses Sigmaringen unter der Regie von Christoph Diem statt.[54] Weitere Aufführungen folgten im September 2024 in der Kaserne Sigmaringen jeweils mit den Darstellern Urs F. Winiger und Viola Neumann. Das Projekt wurde von der Baden-Württemberg Stiftung gefördert und von der Gesellschaft für Denk und Theaterkultur e.V. getragen.[55]

### Bücher (Auswahl)

#### Schuld ist etwas für Anfänger: Goster 2.
‘‘Schuld ist etwas für Anfänger‘‘ ist die Fortsetzung von Zahners über den melancholischen Kommissar Goster. Dank seiner Sensibilität erkennt er die Zufälle des Lebens und löst auf diese Weise seine Fälle. In seinem zweiten Fall wird Goster mit dem Phänomen konfrontiert, dass Ereignisse mit ihrem Geschehen über die sozialen Medien sofort viral werden. Der Roman thematisiert nicht nur die Ermittlungsarbeit des Protagonisten und die Spannung eines Kriminalfalls, sondern auch die psychologischen Abgründe der Charaktere sowie gesellschaftliche und moralische Fragen.

#### Goster: Roman.
Die Novelle ‘‘Goster‘‘ diente ursprünglich nur als Vorlage für das Drehbuchs des gleichnamigen Films des Hessischen Rundfunks. Aufgrund der überwältigenden Resonanz und Nachfrage wurde die Geschichte als Roman veröffentlicht. Zahner stellt in seinem Werk eindrucksvolle Charaktere dar, deren Intensität die der filmische Darstellung noch übertreffen. Der Roman beleuchtet die Automatisierung von Waffen und die Praxis des Break-in-Sex, wobei Zahner diese Themen mit Tiefe und Komplexität behandelt.

#### Keiner verliert allein. Ein GOSTER Krimi
Der dritte Band der packenden Krimireihe um den Ermittler GOSTER, der im August 2019 veröffentlicht wurde. Der Roman wirft ein grelles Licht auf die dunklen Seiten unserer Gesellschaft. Er beleuchtet die Rückkehr der gefährlichen Droge Pervitin und ihre alarmierende Verbreitung in alle sozialen Schichten. Darüber hinaus nimmt der Krimi die drängende Wohnungsnot ins Visier und kritisiert die wachsende Profitgier der Immobilienbranche.

#### Die Maske des Netzes. Ein GOSTER Krimi
Der vierte Goster Krimi der Goster-Reihe wurde am 22. Februar 2021 veröffentlicht. Der Roman wirft einen kritischen Blick auf die zunehmende Macht sogenannter Sozialer Netzwerke im Internet. Im Zentrum der Handlung steht eine neue Plattform im Netz, auf der Morde bewertet und entsprechend ihrem Ranking mit Tausenden von Posts und Likes belohnt werden. Die Geschichte beginnt mit dem Verschwinden eines Politikers aus Neukölln, der auch ein kleiner Medienstar ist. Ein Kriminalkommissar wird im Supermarkt beim Einkauf einer Cola erschossen; der Mörder trägt eine Eselsmaske, bleibt aber für die Überwachungskameras unsichtbar. Ein ehemaliger Bundesrichter, Meister der Revisionskunst, ist plötzlich um 40.000 € reicher. Der philosophische Ermittler Goster ist besonders beunruhigt durch die neue Plattform im Netz. Sie bietet ihrer schnell wachsenden Zahl von anonymen Nutzern Platz für Gewaltphantasien, Mordaufrufe, Steckbriefe mit Bitcoins als Kopfgeld für potenzielle Vollstrecker. Die Suche nach den Verantwortlichen führt in eine dubiose, verlotterte Spielhölle und eine digitale Parallelwelt, in der alle bisherigen Regeln außer Kraft gesetzt sind.

#### Du Port Bou 2
Ebenfalls im Jahr 2021 veröffentlichte Zahner seinen Roman ‘‘Du Port Bou 2‘‘. Darin geht es um die letzten Tage des Philosophen Walter Benjamin in dem spanischen Grenzort Port Bou. Der Autor verwebt historische Fakten mit fiktiven Elementen und erzählt die Geschichte aus der Perspektive von Benjamins Begleitern, die ihn auf seiner Flucht vor den Nazis begleiteten. Das Buch ist eine Hommage an den Denker, der sich am 26. September 1940 das Leben nahm, als er befürchtete, an die Gestapo ausgeliefert zu werden.

#### Odysseus unterm Tisch. Ein GOSTER Krimi
Der neuste ‘‘Goster‘‘ Krimi der Goster-Reihe wurde am 29. August 2022 veröffentlicht. Dieser packende Roman taucht tief in das Trauma des melancholischen Hauptcharakters ein, der mit dem tödlichen Verlust eines Kollegen und dem Verschwinden wichtiger Beweisstücke konfrontiert wird. Während Goster mit seinem persönlichen Schicksal ringt, ist er gleichzeitig in die Aufklärung zweier mysteriöser Morde verwickelt.

### Verfilmungen
- Die Antrittsvorlesung basierend auf dem Stück Die Liste der Unerwünschten feierte am 71. Jahrestag der Befreiung von Auschwitz, den 27. Januar 2016 Premiere im Theater an der Parkaue in Berlin.[60] Die Premiere wurde von der Luxemburger Botschaft unterstützt.[61] Trailer
- Goster wurde vom Hessischen Rundfunk unter Regie von Didi Danquart verfilmt und feierte am 30. Juni 2016 Weltpremiere in München.[62]

### Hörstücke
- Veras Schnitt wurde als Lesung im Schloss Schlatt unter Krähen am 18. September 2014 aufgeführt[63]
- Die Scheune hatte am 25. Mai 2016 im Münchener Rationaltheater Premiere. In dem Stück thematisiert der Autor Gerhard Zahner das Massaker von Gardelegen vom 13. April 1945.[64] Programmheft

- Sonnwend ist eine Szenische Lesung über die zerbrochene Freundschaft von Ludwig Finckh zu Hermann Hesse, Singen 2015[65]

- Der Wahrsager und der Unwahrsager – Uraufführung 2019, Die szenische Lesung erzählt von einem Gauklerfest zu Beginn des 30-jährigen-Krieges auf dem Hohentwiel auf dem Gaukler die Zukunft vorhersagen. Das Publikum weiß nicht, was es von den Aussagen Glauben soll.[66]

- Weißes Blut – Uraufführung 2019, Die szenische Lesung  erinnert an den Arzt Dr. Nathan Wolf aus Wangen auf der Höri, der 1938 von den Nationalsozialisten ins KZ Dachau verschleppt wurde.[67]

### Engagement
Am 21. Mai und 13. Juni 2017 stand er im Rahmen der Inszenierung des Stücks Terror von Ferdinand von Schirach unter Regie von Mark Zurmühle am Konstanzer Stadttheater als Experte zur Verfügung.
Im Oktober 2019 stiftete Zahner die Premiere seines Stückes Der Wahrsager und der Unwahrsager für die Benefizaufführung in der Remise der Hohentwiel-Domäne, um Gelder für die Folgen eines Brandschadens zu sammeln. Er wollte mit seiner Kultur des Theaters das Kulturgut der Schäferei unterstützen.
Im Radioday am 29. Mai 2023 von Radioeins des rbb appelliert Zahner in einem Beitrag über Nachbarschaftsstreitigkeiten an die Fähigkeit der Menschen, wieder miteinander ins Gespräch zu kommen, bevor sie sich vor Gericht zerren.
Für den SÜDKURIER schreibt er regelmäßig im True-Crime-Format „Der wahre Fall“, einer regelmäßig erscheinenden Reihe in denen  Zahner neben anderen Praktikern über interessante und oft kuriose Fälle aus seinem Rechtsalltag schreibt.
In einem Fragebogen des SÜDKURIER vom März 2024, basierend auf den bekannten Fragen von Max Frisch, äußerte sich Zahner zu verschiedenen persönlichen Themen. Dabei zeigte sich sein charakteristischer Humor, etwa in der Aussage „Ich würde die Mehrheit abschaffen, es gäbe nur Minderheiten. So mache ich es allen recht.“

### Filmdokumentation
Der Dokumentarfilm Landschaftsgeschichten von Marcus Welsch aus dem Jahr 2009 porträtiert die Landschaft Hegau und die Höri und einige deren berühmter Persönlichkeiten. Gerd Zahner ist einer der in dem Film vorgestellten neun Protagonisten.

### Rezensionen
Der frühere Konstanzer Theaterintendant und ehemalige Kollege Christoph Nix schreibt über die schriftstellerische Arbeitsweise von Gerhard Zahner:

„Er sucht nach Geschichten in den Dörfern, über gescheiterte Fussballspieler und lebende Despoten, Sägewerkbesitzer, betrunkene Bürgermeister oder andere Herren der Macht.“

## Auszeichnungen
- 2008 Kulturförderpreis des Singener City-Rings für Orte-Gütterli[79]
- 2014 Kulturförderpreis des Singener City-Rings für In den Wiesen der Aach[80]
- 2019 Nominierung für den Friedrich-Glauser-Preis 2019 in der Kategorie bestes Krimidebüt des Jahres[81]
- 2019 Verdienstorden des Jenischen Volkes als Dank und Anerkennung für die Verdienste um das Jenische Volk der Zahner im Rahmen der Gründung des Zentralsrates überreicht wurde[82]
- 2022 Erster Preis des Autorenwettbewerbes der Tiroler Volksschauspiele und der Marktgemeinde Telfs[83] für sein Stück Das Fräulein Marzipan[84]